# Katholieke Kerk in Paraguay

Paraguay

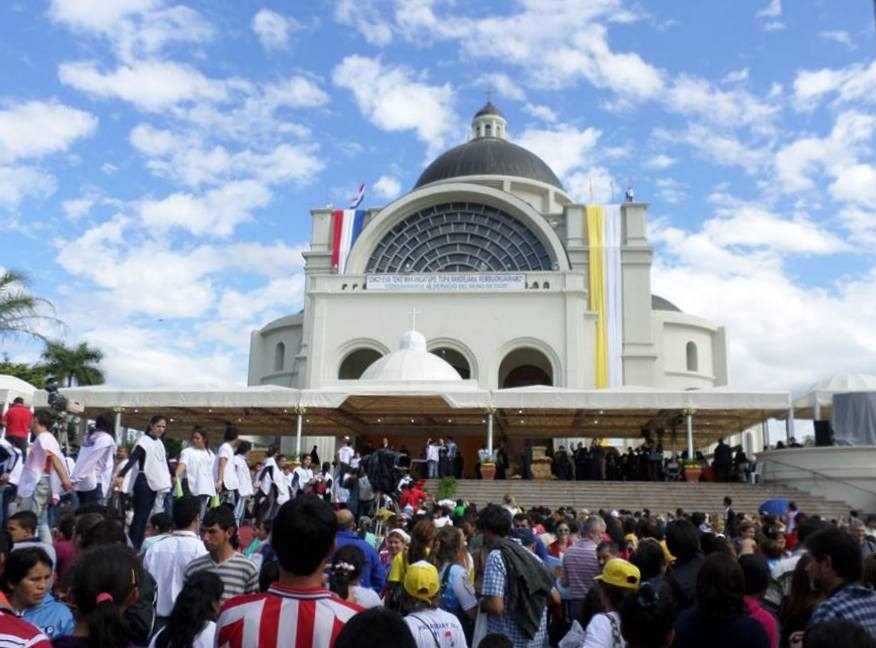
De kathedrale basiliek van Caacupé tijdens het bezoek van paus Franciscus in 2015

De Katholieke Kerk in Paraguay maakt deel uit van de wereldwijde Katholieke Kerk, onder het geestelijk leiderschap van de paus en de curie in Rome.
De overgrote meerderheid van de Paraguayaanse bevolking (90 %) is katholiek. De grondwet van 1967 erkent het katholicisme als de officiële religie van Paraguay en stelt dat de relatie tussen Paraguay en de Heilige Stoel zal worden geregeld door middel van concordaten. Zeker tot 1971 waren dergelijke overeenkomsten nog niet tot stand gekomen wegens spanningen tussen regering en episcopaat onder andere over de bij de grondwet van 1940 aan de regering toegekende patronaatsrechten.
In 1929 werden nieuwe diocesen opgericht en werd Asuncion (reeds sinds 1547 bisschopszetel) een aartsbisdom. Voor de Indianen bestaan aparte kerkelijke gebieden. De Universidad Católica Nuestra Señora de la Asunción is een katholieke universiteit in Asuncion.
Paus Johannes Paulus II bracht in mei 1988 een pastoraal bezoek aan Paraguay en paus Franciscus in 2015.
De Paraguayaanse bisschoppen zijn verenigd in de Conferencia Episcopal Paraguaya (CEP). De huidige voorzitter van de bisschoppenconferentie is Eustaquio Pastor Cuquejo Verga. 
Apostolisch nuntius voor Paraguay is sinds 29 december 2023 aartsbisschop Vincenzo Turturro.

## Bestuurlijke indeling
Kerkelijke indeling: één aartsbisdom (Asuncion), elf bisdommen en twee apostolische vicariaten.
- Kerkprovincie Asuncion: Aartsbisdom Asunción
  - Bisdom Benjamín Aceval
  - Bisdom Caacupé
  - Bisdom Carapeguá
  - Bisdom Ciudad del Este
  - Bisdom Concepción en Paraguay
  - Bisdom Coronel Oviedo
  - Bisdom Encarnación
  - Bisdom San Juan Bautista de las Misiones
  - Bisdom San Lorenzo
  - Bisdom San Pedro
  - Bisdom Villarrica del Espíritu Santo
- Immediata:
  - Apostolisch vicariaat Chaco Paraguayo
  - Apostolisch vicariaat Pilcomayo
- Militair ordinariaat